# Fiodor Blinov
Fiodor Abramovitch Blinov (en russe : Фёдор Абрамович Блинов ; 1827-24 juillet 1902)  est un inventeur russe, connu pour l'invention du tracteur agricole.